# Grupo Sá Cavalcante
O Grupo Sá Cavalcante é um conglomerado de empresas brasileiro com sede em Vila Velha, região metropolitana de Vitória, Espírito Santo. 

## Empresas

### Comunicação

#### Rede Capixaba de Comunicação
- TV SIM, emissora de televisão, afiliada ao SBT (joint-venture com a Rede SIM)[2]
- TV Capixaba, emissora de televisão, afiliada à Record News (joint-venture com a Rede SIM)[2]
- Novabrasil Vitória, emissora de rádio que opera em 90,1 MHz (joint-venture com a Rede SIM)[3]